# 利波莫
利波莫（義大利語：Lipomo），是意大利科莫省的一个市镇。总面积2.46平方公里，人口5831人，人口密度2370.3人/平方公里（2009年）。ISTAT代码为013129。